# Yoshimune Tokugawa

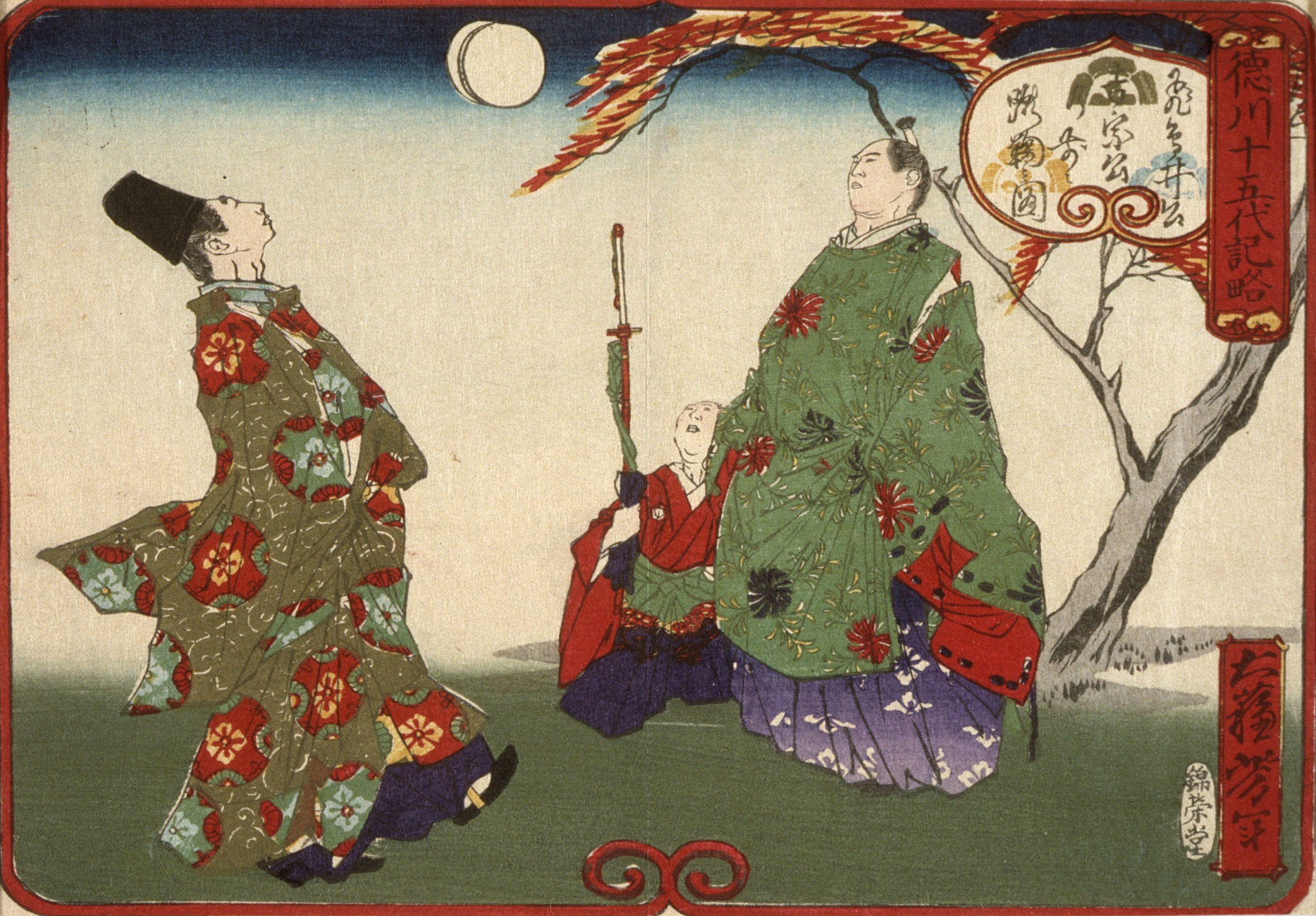
Yoshitoshi Tsukioka (1839–1892), Yoshimune grający w kemari

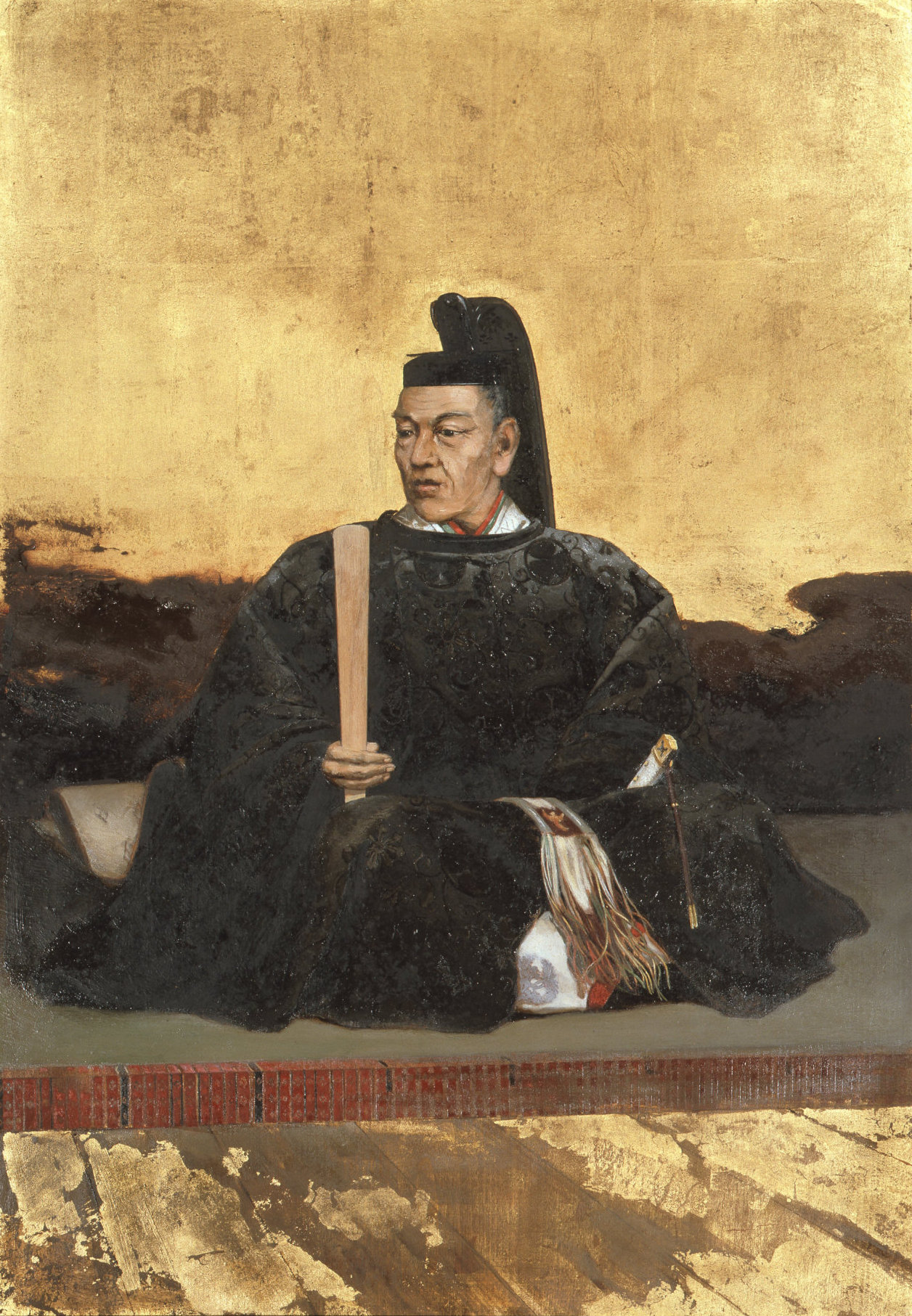
Kiyoo Kawamura (1852–1934), Tokugawa Yoshimune

Yoshimune Tokugawa (jap. 徳川 吉宗 Tokugawa Yoshimune; ur. 27 listopada 1684, zm. 12 lipca 1751) – ósmy siogun z rodu Tokugawa w latach 1716–1745. W latach 1705–1716 był daimyō hanu Kishū.

## Rodowód
Yoshimune należał do jednej z bocznych linii klanu Tokugawa, pochodzącej z Kii. Był synem Mitsusady Tokugawa, głowy linii rodowej Kii, wnukiem Yorinobu Tokugawa i prawnukiem założyciela dynastii siogunów Tokugawa, Ieyasu Tokugawa.
Ieyasu Tokugawa, znając historię wygaśnięcia rodu siogunów Minamoto w 1219 roku, martwił się, że jego potomkowie mogą podobnie doprowadzić do upadku rodu. Aby tego uniknąć, w czasie gdy jego syn Hidetada Tokugawa zaczął sprawować władzę jako drugi siogun, sam ustanowił kolejnych trzech synów jako głowy trzech kolejnych rodzin (Go-sanke, „trzy szanowne rodziny”), które w wypadku wygaśnięcia linii głównej miały, według starszeństwa, przejmować władzę. Te trzy rodziny to: Owari, Kii oraz Mito. Yoshimune pochodził z drugiej według starszeństwa gałęzi Kii, której założycielem był trzeci syn Ieyasu, Yorinobu Tokugawa.

## Wczesne lata (1684–1716)
Yoshimune urodził się w 1684 roku w domenie zajmującej bogaty półwysep Kii, którego ziemie były warte 500 tys. koku ryżu. Pomimo tego han ciągle pozostawał w długach. 
W 1697 roku przyszły siogun przeszedł ceremoniał dojrzałości i przyjął imię Shinnosuke. Osiem lat później, gdy miał 21 lat, jego ojciec i dwóch starszych braci zmarło. W tej sytuacji siogun Ienobu Tokugawa wyznaczył go na nowego pana na ziemiach Kii. Przybrał wtedy nowe imię Yorikata i rozpoczął rządy w prowincji. Niemniej jednak wielki dług, który han miał wobec siogunatu, był poważnym obciążeniem. Ponadto, klęski żywiołowe, jak tsunami w 1707 roku, przyniosły wiele zniszczeń i ofiar śmiertelnych na obszarach przybrzeżnych prowincji Kii. 
W roku 1712 siogun Ienobu zmarł i następcą został jego nieletni syn, Ietsugu Tokugawa. Wówczas Yorikata postanowił, że nie może opierać się na konserwatywnej ideologii konfucjanistów takich, jak Hakuseki Arai (1657–1725) i musi zrobić wszystko, aby ustabilizować sytuację w Kii. Zanim zdążył wdrożyć swój plan w życie, siedmioletni siogun Ietsugu zmarł na początku 1716 roku. Inne dzieci sioguna Ienobu były zbyt młode, aby panować. Dlatego zdecydowano, aby siogunatem kierował ktoś z bocznych linii rodowych.

## Siogun Yoshimune (1716–1745)
Yoshimune rozpoczął panowanie jako siogun w 1716 roku i rządził przez 30 lat. Objął władzę już jako doświadczony daimyō o zdecydowanych poglądach politycznych. Wprowadził wiele radykalnych reform zwanych Kyōhō (okres 1716–1736, od nazwy ery japońskiej nengō). 
Zasadnicze problemy gnębiące wówczas bakufu i jego wasali należały do sfery gospodarczej. Yoshimune rozpoczął program oszczędności i prostoty w życiu publicznym i prywatnym. Ogłosił liczne zalecenia moralne, wzywając samurajów do odrodzenia ducha bojowego i do uczciwości w pełnieniu urzędów. Opracował dla każdej klasy społecznej szczegółowe przepisy ograniczające zbytek. W polityce gospodarczej kładł nacisk na rozwój rolnictwa (m.in. wprowadzanie nowych upraw, ale i stałego podatku rocznego, niezależnego od wysokości zbiorów) oraz pełnowartościowość pieniądza. Zarządził bicie nowej monety. Dla ustabilizowania ceny ryżu wprowadził kontrolę skupu i sprzedaży. 
Yoshimune ograniczył obowiązek okresowego przebywania daimyō na jego dworze (system sankin-kōtai) w Edo i nałożył na ich posiadłości podatek przeznaczony na spłaty długów swoich podwładnych. Ogłosił także moratorium na należności samurajów wobec kupców. Od 1721 roku wprowadził spisy ludności, przeprowadzane co pięć lat. Wprowadził wynagrodzenie uzupełniające, pozwalające utalentowanym ludziom o niskim dochodzie i pozycji społecznej ubiegać się o wyższy urząd. W 1720 roku cofnął zakaz przywozu obcych ksiąg (z wyjątkiem tematyki chrześcijańskiej) i przekładów chińskich oraz zezwolił na prywatną naukę m.in. języka holenderskiego, astronomii, taktyki wojskowej. Tym samym rozluźnił zakazy pozyskiwania wiedzy z Zachodu, rozpoczynając rozwój rangaku („nauki holenderskiej”), czyli nauki i kultury Zachodu, poznawanych za pośrednictwem języka holenderskiego.   
Reformy sioguna okazały się w większości chybione i przyniosły w niektórych dziedzinach pogorszenie sytuacji, m.in. polityka mocnego pieniądza w połączeniu z rozwojem produkcji ryżu doprowadziła do spadku jego ceny, to zaś odbiło się niekorzystnie na finansach jego podwładnych, otrzymujących zapłatę w określonej ilości ryżu. Chłopi natomiast odczuli dotkliwie nowy system podatkowy.
Yoshimune ustanowił Go-sankyō (rody pochodzące od jego synów), aby zastąpić Go-sanke („trzy szanowne rodziny”). Dwaj jego synowie, wraz z drugim synem jego następcy Ieshige, stali się założycielami bocznych linii Tayasu, Hitotsubashi i Shimizu. W przeciwieństwie do Go-sanke, rody te nie otrzymały we władanie żadnych ziem. Mimo to nadal miały znaczący wpływ na politykę siogunatu, aż do jego upadku, a z niektórych, np. z rodu Hitotsubashi, byli wybierani późniejsi siogunowie.
W 1745 roku Yoshimune przeszedł w stan spoczynku, pozostawiając sprawy państwa w rękach swojego najstarszego syna, Ieshige.